# Brwinów
Pour les articles homonymes, voir Brwinów (homonymie).
Brwinów (prononciation : [ˈbrvʲinuf]) est une ville de le powiat de Pruszków dans la voïvodie de Mazovie, dans le centre de la Pologne
Elle est le siège administratif (chef-lieu) de la gmina de Brwinów.Sa population s'élevait à 12 131 habitants en 2008.
Elle est située approximativement à 17 kilomètres au sud-ouest de Pruszków, siège de le powiat et 23 kilomètres au sud-ouest de Varsovie, capitale de la Pologne.

## Histoire
Établie au XVe siècle, Brwinów obtient le statut de ville en 1950.
De 1975 à 1998, elle fait partie de la voïvodie de Varsovie.

À partir de 1999, Brwinów est rattachée à la voïvodie de Mazovie.

## Personnalités liées à la ville
- Leszek Bugajski, écrivain
- Leszek Engelking, poète
- Henryk Waniek, peintre
- Wacław Kowalski, acteur
- Bolesław Hryniewiecki, naturaliste
- Jerzy Hryniewiecki, architecte
- Jarosław Iwaszkiewicz, écrivain, poète
- Aleksander Werner, peintre, sculpteur
- Wacław Werner